# Liste der Kulturdenkmale in Ottendorf (Sebnitz)
Die Liste der Kulturdenkmale in Ottendorf (Sebnitz) enthält die in der amtlichen Denkmalliste des Landesamtes für Denkmalpflege Sachsen ausgewiesenen Kulturdenkmale im Sebnitzer Ortsteil Ottendorf.
Die Anmerkungen sind zu beachten.
Diese Liste ist eine Teilliste der Liste der Kulturdenkmale in Sebnitz. 

Diese Liste ist eine Teilliste der Liste der Kulturdenkmale im Landkreis Sächsische Schweiz-Osterzgebirge. 

Diese Liste ist eine Teilliste der Liste der Kulturdenkmale in Sachsen.

## Legende
- Bild: Bild des Kulturdenkmals, ggf. zusätzlich mit einem Link zu weiteren Fotos des Kulturdenkmals im Medienarchiv Wikimedia Commons. Wenn man auf das Kamerasymbol klickt, können Fotos zu Kulturdenkmalen aus dieser Liste hochgeladen werden:
- Bezeichnung: Denkmalgeschützte Objekte und ggf. Bauwerksname des Kulturdenkmals
- Lage: Straßenname und Hausnummer oder Flurstücknummer des Kulturdenkmals. Die Grundsortierung der Liste erfolgt nach dieser Adresse. Der Link (Karte) führt zu verschiedenen Kartendiensten mit der Position des Kulturdenkmals. Fehlt dieser Link, wurden die Koordinaten noch nicht eingetragen. Sind diese bekannt, können sie über ein Tool mit einer Kartenansicht einfach nachgetragen werden. In dieser Kartenansicht sind Kulturdenkmale ohne Koordinaten mit einem roten bzw. orangen Marker dargestellt und können durch Verschieben auf die richtige Position in der Karte mit Koordinaten versehen werden. Kulturdenkmale ohne Bild sind an einem blauen bzw. roten Marker erkennbar.
- Datierung: Baubeginn, Fertigstellung, Datum der Erstnennung oder grobe zeitliche Einordnung entsprechend des Eintrags in der sächsischen Denkmaldatenbank
- Beschreibung: Kurzcharakteristik des Kulturdenkmals entsprechend des Eintrags in der sächsischen Denkmaldatenbank, ggf. ergänzt durch die dort nur selten veröffentlichten Erfassungstexte oder zusätzliche Informationen
- ID: Vom Landesamt für Denkmalpflege Sachsen vergebene, das Kulturdenkmal eindeutig identifizierende Objekt-Nummer. Der Link führt zum PDF-Denkmaldokument des Landesamtes für Denkmalpflege Sachsen. Bei ehemaligen Kulturdenkmalen können die Objektnummern unbekannt sein und deshalb fehlen bzw. die Links von aus der Datenbank entfernten Objektnummern ins Leere führen. Ein ggf. vorhandenes Icon  führt zu den Angaben des Kulturdenkmals bei Wikidata.

## Ottendorf
| Bild                                    | Bezeichnung                                       | Lage                                | Datierung                         | Beschreibung | ID       |
| --------------------------------------- | ------------------------------------------------- | ----------------------------------- | --------------------------------- | --- | -------- |
| Weitere Bilder                          | Triangulationssäule                               | (Karte)                             |                                   | Triangulationssäule auf dem Raumberg – Station 2. Ordnung, vermessungsgeschichtlich und technikgeschichtlich von Bedeutung. Zylindrische Säule mit abgesetztem Sockel auf quadratischem Grundriss, profilierte Abdeckplatte, neben Einritzungen auf der Oberseite der Abdeckplatte ist der Bolzen zum Festschrauben der Platte gut erhalten. | 09305035 |
| Weitere Bilder                          | Luchsstein                                        | (Karte)                             | 1743                              | Reliefdarstellung eines Luchses, heimatgeschichtlich von Bedeutung | 09254505 |
| Direkt Bild zu diesem Denkmal hochladen | Wegestein                                         | (Karte)                             | 19. Jh.                           | verkehrsgeschichtlich von Bedeutung, aus Sandstein mit halbrundem Abschluss. | 09254634 |
| Direkt Bild zu diesem Denkmal hochladen | Wegestein                                         |                                     | 19. Jh. (Wegestein)               | verkehrsgeschichtlich von Bedeutung | 09252020 |
|                                         | Denkmal für die Gefallenen des Ersten Weltkrieges | Endlerkuppe (Karte)                 | nach 1918 (Kriegerdenkmal)        | Kriegerdenkmal – ortsgeschichtlich von Bedeutung, umgeben mit Mauer, Tetraeder aus Sandstein, Namen der Gefallenen eingemeißelt. | 09254567 |
|                                         | Jugenderholungsheim Ottendorf                     | Endlerkuppe 5 (Karte)               | 1928–1929                         | Jugenderholungsheim Ottendorf, landschaftsprägend auf der Endlerkuppe gelegen – zweigeschossige, U-förmige Anlage, Hof als Mittelpunkt, nach Süden und Norden niedrige Flügelbauten mit Arkadengängen, nach Westen Saaltrakt sowie Wasserturm mit Aussichtsplattform, besondere baugeschichtliche und regionalgeschichtliche Bedeutung. Zur DDR-Zeit: Landessonderschule des ZK der SED „Fritz Heckert“. | 09254642 |
| Weitere Bilder                          | Wohnstallhaus (Umgebinde)                         | Endlerkuppe 7 (Karte)               | bez. 1843 (Türstock)              | Obergeschoss Fachwerk, baugeschichtliche Bedeutung. Umgebinde links 2/2 Joche, Dachdeckung: roter Schiefer, Giebel böhmisch verbrettert, Dachüberstand mit verzierten Sparren, Sandsteinportal mit kleinem Dreiecksgiebel und Schlussstein, Umgebinde mit Rundbogen, Blockstube. | 09254573 |
| Direkt Bild zu diesem Denkmal hochladen | Wohnhaus                                          | Hauptstraße 1 (Karte)               | um 1870                           | Obergeschoss Fachwerk, regionaltypisch, baugeschichtliche Bedeutung. Biberschwanzdeckung, mit regelmäßiger Fensteranordnung, Obergeschoss und Giebel verbrettert. | 09254572 |
| Weitere Bilder                          | Umgebindeteil eines Wohnhauses                    | Hauptstraße 2 (Karte)               | Kern um 1800 (Wohnhaus)           | baugeschichtlich von Bedeutung. Fachwerk verbrettert, einfaches Umgebinde mit Kopfband. | 09254570 |
| Weitere Bilder                          | Wohnhaus (Umgebinde)                              | Hauptstraße 5 (Karte)               | 1. Viertel 19. Jh.                | Obergeschoss Fachwerk, baugeschichtlich von Bedeutung. Umgebinde giebelseitig zwei, straßenseitig drei Joche, Giebel verschiefert und verbrettert, Umgebinde mit Rundbogen, Blockstube. | 09254569 |
| Direkt Bild zu diesem Denkmal hochladen | Gasthof                                           | Hauptstraße 11 (Karte)              | 1900, lt. Auskunft                | mit Einflüssen des Schweizerstils, bau- und ortshistorische Bedeutung. Zweigeschossig, Sandsteinsockel und -gewände, Gurtgesimse, Fassade Klinker, abgewalmtes Satteldach, Schlusssteine in den Segmentbögen, mit Ladeneinbau. | 09254576 |
| Direkt Bild zu diesem Denkmal hochladen | Ehem. Erbgericht                                  | Hauptstraße 12 (Karte)              | 1797 (Stein)                      | Ehem. Erbgericht und Einfriedungsmauer – Obergeschoss Fachwerk, bild- und strukturprägend, baugeschichtliche und ortsgeschichtliche Bedeutung. Im Erdgeschoss Sandsteinquader, korbbogige Tür, Obergeschoss Fachwerk, verbrettert, Giebel mit Sonnenmotiv ornamental verschiefert, Lehmschornstein, in Mauer Stein eingefügt mit der Jahreszahl 1797, Schieferdeckung. | 09254560 |
| Direkt Bild zu diesem Denkmal hochladen | Wohnhaus                                          | Hauptstraße 19 (Karte)              | um 1870                           | Obergeschoss Fachwerk, spätes Beispiel regionaltypischer ländlicher Bauweise. Baugeschichtlich von Bedeutung, seitlich verbrettert, Giebel verkleidet, Krüppelwalmdach, Korbbogentür mit kleinem Dreiecksgiebel und drei wappenartigen Ornamenten. | 09254651 |
| Weitere Bilder                          | Wohnhaus (Umgebinde)                              | Hauptstraße 23 (Karte)              | Kern 18. Jh.                      | Obergeschoss Fachwerk, baugeschichtliche Bedeutung. Umgebinde links 2/2 Joche, Fachwerk verbrettert, Umgebinde ganz verschalt, Blockstube zum Teil erhalten. | 09254562 |
| Direkt Bild zu diesem Denkmal hochladen | Wohnhaus                                          | Hauptstraße 34 (Karte)              | 1. Hälfte 19. Jh.                 | Obergeschoss Fachwerk, baugeschichtliche Bedeutung. Fachwerk zum Teil verbrettert, korbbogige Tür. | 09254559 |
| Weitere Bilder                          | Buschmühle                                        | Kirnitzschtalstraße 1 (Karte)       | um 1800                           | Buschmühle: Wohnmühlenhaus (Umgebinde), Speicher, mühlen- und wassertechnische Anlage – Zeugnis der Getreide- und Holzverarbeitung sowie Denkmal der Fremdenverkehrsgeschichte in der Sächsischen Schweiz – technikgeschichtlich und regionalgeschichtlich von Bedeutung. Wohnmühlenhaus: Obergeschoss Fachwerk, Umgebinde ausgemauert, rechts 3/3 Joche, Giebel verbrettert, Speicher: Dreigeschossig auf quadratischem Grundriss, Fachwerk auf Sandsteinsockel, die beiden obersten Geschosse verbrettert, Mühlrad mittelschlächtig, Mühlgraben. Die Buschmühle ist die oberste von sieben Mühlen am Unterlauf der Kirnitzsch. | 09254635 |
| Weitere Bilder                          | Neumannmühle                                      | Kirnitzschtalstraße 3 (bei) (Karte) | 18./19. Jh.                       | Neumannmühle: Mühle zur Holzverarbeitung mit Anbau und technischer Ausstattung, Mühlenwohnhaus und Nebengebäude, Wasserrad, Mühlgraben, Wehr und Brücke – frühe, seit dem 16. Jahrhundert urkundlich belegte, einfach gestaltete Holzschliff- und Sägemühle mit Wohnhaus, seltene technische Ausstattung wie das venezianische Sägegatter (18./19. Jh.) und der wohl einzigen in Sachsen im Original erhaltenen Holzschliffmaschine nach dem Verfahren von Friedrich Gottlob Keller und der Papier- und Pappenherstellung (um 1870) von großer technikgeschichtlichen Bedeutung mit Seltenheitswert. Nach dem Bau der Straße im Kirnitzschtal 1871–1873 Ausbau zur Holzschleiferei nach dem Kellerschen Holzschliffverfahren, bis 1955 in Betrieb, danach Umbau zur Schauanlage, zum Teil mit Techniknachbauten realisiert durch die TU Dresden, 2000 Wasserrad erneuert, 2010 Konservierungs- und Erneuerungsmaßnahmen an der technischen Ausstattung – wissenschaftsgeschichtlich und ortsgeschichtlich von Bedeutung. | 09254537 |
| Weitere Bilder                          | Wohnstallhaus (Umgebinde)                         | Lochräumicht 8 (Karte)              | bez. 1884                         | Obergeschoss Fachwerk, u. a. baugeschichtliche Bedeutung. Umgebinde links 2/2 Joche, Fachwerk verbrettert, an einer Seite massiv angebaut, Umgebinde verschalt, Blockstube erhalten, Erdgeschoss Sandsteingewände. | 09254566 |
| Direkt Bild zu diesem Denkmal hochladen | Wohnstallhaus                                     | Parkweg 2 (Karte)                   | um 1840                           | Obergeschoss Fachwerk, baugeschichtliche Bedeutung. Dach Schiefer, Erdgeschoss Sandsteingewände, Obergeschoss und an der straßenabgewandten Seite im Erdgeschoss Fachwerk, allseitig verbrettert. | 09254568 |
| Direkt Bild zu diesem Denkmal hochladen | Wohnstallhaus                                     | Parkweg 5 (Karte)                   | bez. 1843                         | Obergeschoss Fachwerk, regionaltypisch, baugeschichtliche Bedeutung. Erdgeschoss Sandsteingewände, Fachwerk rundum verbrettert, Sandsteinsockel, korbbogige Tür mit originalem Türblatt, kleiner Dreiecksgiebel mit Zahnschnitt. | 09254561 |
| Direkt Bild zu diesem Denkmal hochladen | Wohnhaus                                          | Parkweg 7 (Karte)                   | bez. 1816                         | Obergeschoss Fachwerk, bildprägend und baugeschichtlich von Bedeutung. Dach Schiefer, oberer Giebelteil verbrettert, im Erdgeschoss Winterfenster, korbbogiger Türsturz. | 09254564 |
| Weitere Bilder                          | Wohnstallhaus (Umgebinde)                         | Parkweg 13 (Karte)                  | 1. Hälfte 19. Jh.                 | Obergeschoss Fachwerk, baugeschichtliche Bedeutung. Umgebinde rechts 2/3 Joche, allseits verbrettert, Umgebinde verschalt. | 09254563 |
| Direkt Bild zu diesem Denkmal hochladen | Wohnstallhaus                                     | Räumicht 4 (Karte)                  | bez. 1856                         | Obergeschoss Fachwerk, u. a. baugeschichtliche Bedeutung. Fachwerk verbrettert, Segmentbogentür mit originalem Türblatt, Erdgeschoss Sandsteingewände. | 09254633 |
| Direkt Bild zu diesem Denkmal hochladen | Wohnstallhaus                                     | Räumicht 5 (Karte)                  | um 1850                           | Obergeschoss Fachwerk, u. a. baugeschichtliche Bedeutung. Dach Schiefer, Fachwerk allseitig verbrettert, Erdgeschoss Sandsteingewände. | 09254632 |
| Direkt Bild zu diesem Denkmal hochladen | Wohnstallhaus                                     | Sebnitzer Straße 1 (Karte)          | bez. 1869 (Türstock), Kern älter  | Obergeschoss Fachwerk, baugeschichtliche Bedeutung. | 09303354 |
|                                         | Wohnhaus (Umgebinde)                              | Sebnitzer Straße 11 (Karte)         | 1. Hälfte 19. Jh.                 | Obergeschoss Fachwerk, baugeschichtliche Bedeutung. Umgebinde links 2/3/2 Joche, verbrettert, Krüppelwalmdach, Umgebinde verschalt. | 09254571 |
| Direkt Bild zu diesem Denkmal hochladen | Forsthaus                                         | Sportplatzweg 6 (Karte)             | bez. 1812 (Türstock)              | Obergeschoss Fachwerk verkleidet, baugeschichtlich und ortsgeschichtlich von Bedeutung. Giebel verkleidet, Krüppelwalmdach, korbbogiger Türstock mit gerader Bedachung und Schlussstein, profilierte Fenstergewände. | 09254575 |
| Weitere Bilder                          | Zwei Gedenktafeln am Altarstein                   | Stimmersdorfer Weg (Karte)          |                                   | Zwei Gedenktafeln; eingravierte Tafeln am Altarstein (großer Sandsteinblock), geschichtlich von Bedeutung, vgl. auch Altarstein im OT Hinterhermsdorf (ID-Nr. 09303873). | 09254638 |
| Weitere Bilder                          | Ehem. Königliches Jagdhaus (Umgebinde)            | Zeughausstraße 2 (Karte)            | 1905-1907                         | Heimatstil, bau- und ortsgeschichtliche Bedeutung. Umgebinde rechts 2/4/2, links 2/2 Joche, Giebel Fachwerk, Sandsteinsockel (Polygonmauerwerk), Umgebinde-Säulen profiliert, Umgebinde rundum, Blockstuben erhalten, zwei hölzerne Vorbauten, Dachhäuschen, bis 1918 königliches Jagdhaus, dann Forsthaus. | 09254636 |
| Direkt Bild zu diesem Denkmal hochladen | Wettinstein                                       | Zeughausstraße 2 (bei) (Karte)      | 1889                              | Gedenkstein mit Aufschrift: „Wettin 1089–1889“, zum 800-jährigen Jubiläum des sächsischen Herrscherhauses Wettin, geschichtlich von Bedeutung. | 09254637 |
| Weitere Bilder                          | Altes Zeughaus                                    | Zeughausstraße 5 (Karte)            | Kern 1. Hälfte 17. Jh. (Zeughaus) | Zeughaus – massives Gebäude von ortshistorischer Bedeutung. Zweigeschossiges, massives Haus mit Sandsteingewänden, Stichbogenportale, Hirschkopf. | 09254747 |

## Ausführliche Denkmaltexte
1. ↑  
Triangulationssäule auf dem Raumberg 

Nach Süden gerichtete Inschrift „STATION/RAUMBURG/DER/KÖN:SÄCHS: /TRIANGULIRUNG/1865.“, mit weißer Farbe nachgezogen (außer dem Abschlusspunkt nach der Jahreszahl), das ehemals herausgemeißelte „KÖN.“ wurde wieder nachgearbeitet, auch der untere Ring der Abdeckplatte ist weiß gestrichen, kein Höhenbolzen vorhanden, weitere Einritzungen in der Säule, es bestehen aufgrund der Vegetation keine Sichtbeziehungen zu Nachbarpunkten.
Die Station Raumberg wurde im August 1865 auf der höchsten Kuppe des Raumberges an der Kirnitzsch bei Hinterhermsdorf errichtet. Der Königlich Sächsische Staatsfiscus war Eigentümer des Grundstückes. In dieser abgelegen Region der  Sächsischen Schweiz ist die Station vollständig erhalten geblieben. Einmalig ist die noch vorhandene runde steinerne Abdeckplatte. 
Im Zeitraum 1862 bis 1890 erfolgte im Königreich Sachsen eine Landesvermessung, bei der zwei Dreiecksnetze gebildet wurden. Zum einen handelt es sich um das Netz für die Gradmessung im Königreich Sachsen (Netz I. Classe/Ordnung) mit 36 Punkten und die Königlich Sächsische Triangulierung (Netz II. Classe/Ordnung) mit 122 Punkten. Geleitet wurde diese Landesvermessung durch Christian August Nagel, wonach die Triangulationssäulen auch als „Nagelsche Säulen“ bezeichnet werden. Dieses Vermessungssystem war eines der modernsten Lagenetze in Deutschland. Die hierfür gesetzten Vermessungssäulen blieben fast vollständig an ihren ursprünglichen Standorten erhalten. Sie sind ein eindrucksvolles Zeugnis der Geschichte der Landesvermessung in Deutschland sowie in Sachsen. Das System der Vermessungssäulen beider Ordnungen ist in seiner Gesamtheit ein Kulturdenkmal von überregionaler Bedeutung.
2. ↑  
Jugenderholungsheim Ottendorf – 1927 gründete sich in Dresden die Gesellschaft Sächsischer Jugenderholungsheime, die sich der Aufgabe annahm nicht mehr schulpflichtige, erholungsbedürftige Jugendliche im Rahmen eines Erholungsaufenthaltes seelisch und körperlich auf das Arbeitsleben vorzubereiten. Mit der Unterstützung von Gewerkschaften, Krankenkassen und Sozialversicherungsverbänden wurde 1928/29 in ländlicher Umgebung das erste sächsische Jugenderholungsheim auf einer Bergkuppe nahe Sebnitz errichtet. Der sachlich-rationale Entwurf des Dresdner Architekten Kurt Bärbig zeigt mit seinem zentralen Speise- und Festsaal, dessen Hoffassade eine Tempelfront zitiert, eine starke formale Anlehnung an das Hellerauer Festspielhaus von Heinrich Tessenow. An der Ausführung waren u. a. die Bauhütte Dresden, der Bauunternehmer Ernst Grohmann und die Dyckerhoff & Widmann AG beteiligt. Dem zentralen Saalgebäude vorgelagert bilden zwei symmetrische, zweigeschossige Flügelbauten mit Arkadengängen einen u-förmigen, nach Osten geöffneten Innenhof aus. Nach Westen wird der Komplex von einem Versorgungstrakt mit Wasserturm ergänzt. Sowohl Heim- als auch Wirtschaftshof sind von niedrigen Brüstungsmauern umgeben und kontrastieren so als in sich geschlossene Gemeinschaftsräume gegenüber der weitläufigen umgebenden Landschaft. Das Gebäude bot insgesamt 160 Mädchen und Jungen (je vier Gruppen zu 20 Personen) Aufenthalt und sollte mit seiner zweckmäßigen, harmonischen Gestaltung zur Gemeinschaftsbildung beitragen. Modernen Hygienestandards Rechnung tragend spielte die zentrale Wasserversorgung des Gebäudekomplexes eine große Rolle, für die der schlanke, hoch aufragende Wasserturm mit flachem Stahlwasserbehälter sorgte, der aus dem Tal mit Trinkwasser gespeist wurde. Er beherbergte zudem ein Fotolabor und bot auf seiner flachen Dachterrasse die Möglichkeit zum Ausblick in die Umgebung. Im Inneren setzt sich die Funktionalität des Entwurfs fort. Klar gegliederte Strukturen für die Gruppen harmonieren mit einer einfachen aber zweckmäßigen Gestaltung. Im Untergeschoss sind die Waschräume angeordnet, die jeweils mit drei siebeneckigen, brunnenähnlichen Waschbecken ausgestattet sind. Das Erdgeschoss enthielt die Tages- und Aufenthaltsräume, wie Bibliothek und Schreibraum. Im Obergeschoss waren die Schlafsäle eingerichtet, die nur mit Hilfe von Vorhängen in einzelne Schlafkojen abgetrennt werden konnten. Das Jugenderholungsheim ist in seiner landschaftsprägenden Gestaltung ein wichtiger Vertreter der klassischen Moderne in Sachsen und zugleich ein Hauptwerk des Architekten Kurt Bärbig. Es ist daher von besonderer bau- und regionalgeschichtlicher Bedeutung. Seine Funktion als erstes sächsisches Jugenderholungsheim verleiht ihm zudem eine sozialgeschichtliche Bedeutung. (LfD/2017).
3. ↑  
Geschichte der Buschmühle: Als Brettmühle seit dem 16. Jh. bekannt, um 1710 auch Mahlmühle, 1780/85 Brand, bis 1821 nur Mahlmühle/Lohstampfe, nachfolgend wieder Schneidegang installiert. Betrieb als Mahlmühle- und Sägemühlewerk, ab um 1800 auch Recht Branntwein herzustellen. Einkehrmöglichkeit für Wanderer und Fuhrleute, ab 1845 kleine Landwirtschaft, in den 1870er Jahren ein Versuch Holzschliff herzustellen. Um 1900 Ausbau der Mühle für Fremdenverkehr, im Seitengebäude zehn Fremdenzimmer eingerichtet. 1924 Einbau einer Lokomobile, nach dem Zweiten Weltkrieg Mahlmühle modernisiert: Einbau von Walzenstühlen und 1948 Bau des Speichers, Antrieb der Mühle und des Sägewerks über Wasserrad (Durchmesser 5 m, Breite 1,60 m), Elektromotor und teilweise auch noch Lokomobile, 1990/91 Einstellung des Mahlbetriebes (zuletzt Futterschrot), nur noch Fremdenverkehr, 2010 Hochwasserschäden, umfassende Sanierung.
4. ↑  
Neumannmühle – Technische Anlagen: wassertechnischen Anlagen (unterschlächtigen Wasserrad (Kopie), Mühlgraben mit Regulierung, Wehr), Holzschleifer (von ca. 1869), Schöpfrad, Raffineur, Feinsortierer, Absetzbecken (im Freien), Einblattsägegatter, Rundsiebstoffentwässerungsmaschine, Venezianersäge (vertikale hölzerne Einblattsäge), Transmission und Getriebetechnik. Keller: Nicht unterkellert, dafür in Erdgeschosshöhe Rest eines Kellergewölbes zum Felshang – aus Sandsteinquadern gefügt und teilweise in den Felsen vorgetrieben. Erdgeschoss: Fundamentsockel aus Sandsteinquadern, ebenfalls die Wände, Fensteröffnungen im Format erhalten. Im Sturz der Hauseingangstür in feiner Schrift „Nummer 68“ eingemeißelt. Obergeschoss: Außen derbe Fachwerkbalken, Fußschwellen teilweise durch Putz ausgebessert und als Holzteil angestrichen, nordwestliches Hausdrittel massiv, rückseitiger Hauszugang über kleine Brücke von der Felsplattform aus (über dem Erdgeschosskeller). Dach: Sparrenkonstruktion, mit Eternitplatten gedeckt. Geschichte: Im 16. Jh. erwähnt, seit 1791 im Besitz der Familie (Joseph) Neumann (um 1800 als Seph-Mühle bezeichnet), Einbau einer Holzschliffanlage 1869/70, auch als Sägewerk (Brettmühle) genutzt, bis 1945 in Betrieb, 1951 Denkmal, bis 1969 Umbau zum musealen Schauobjekt für Papierherstellung nach dem Holzschliffverfahren, dabei Instandsetzung des, 1990/91 Instandsetzungsarbeiten der wassertechnischen- und holzverarbeitenden Anlagen, am Giebel des Anbaus (Sägemühle) des Daches, Wasserhaltung des Mühlgrabens erneuert, Instandsetzung, Gesamtes Haus im Inneren 1996/97 für Unterkunftszwecke total modernisiert. (M. Hammer, 1997).